# Wałbrzych
Wałbrzych (← poloneză, AFI ['vawbʒix], cehă Valdenburk sau Valbřich, germană Waldenburg) este un oraș în județul de nume omonim, Voievodatul Silezia de Jos în Polonia, cel mai mare fără un statut de municipiu. Are o populație de 126 465 locuitori și suprafață de 84.79 km².